# Carlow (hrabstwo)

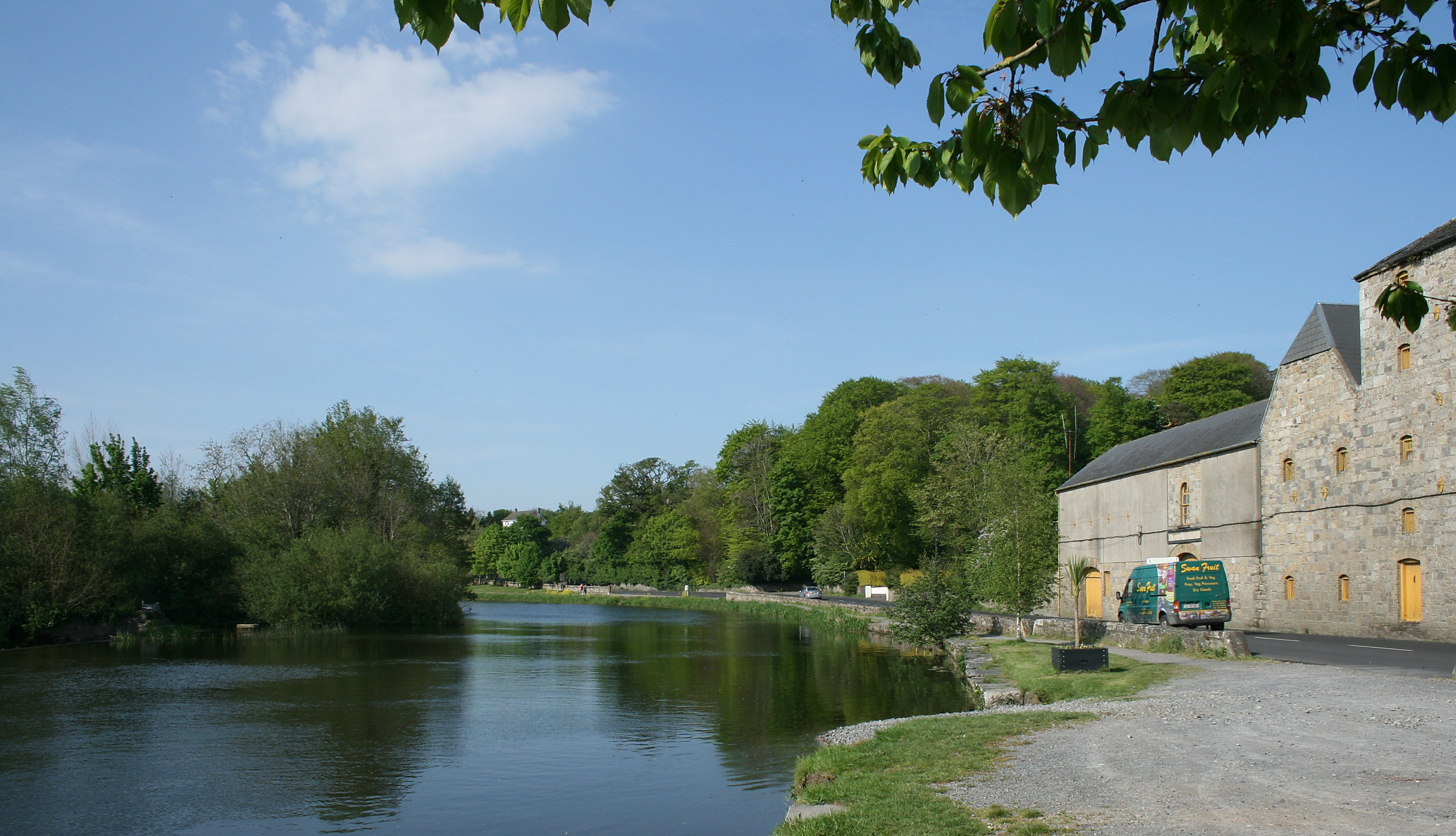
rzeka Barrow

Carlow (irl. Contae Cheatharlach) – hrabstwo znajdujące się na południowym wschodzie Irlandii, w prowincji Leinster. Stolicą hrabstwa jest miasto Carlow, które leży nad rzeką Barrow.

## Miasta i wioski hrabstwa Carlow
- Ardattin (Ard Aitinn)
- Ballinkillin (Baile an Chillín)
- Ballon (Balana),
- Ballymurphy (Baile Uí Mhurchú),
- Borris (An Bhuiríos)
- Carlow (Ceatharlach),
- Clonegal (Cluain na nGall),
- Clonmore (Chluain Mhór),
- Fennagh (Fionnmhach)
- Graiguecullen (Graig Chuillin)
- Kildavin (Cill Damháin)
- Hacketstown (Baile Haiceid),
- Leighlinbridge (Leithghlinn an Droichid)
- Muine Bheag (Bagenalstown),
- Myshall (Míseal)
- Nurney (An Urnaí)
- Old Leighlin (Seanleithghlinn)
- Rathvilly (Ráth Bhile)
- Royal Oak (an Daire Ríoga)
- St Mullin's (Tigh Moling)
- Tinryland (Tigh an Raoilinn)
- Tullow (An Tulach)

## Sport
- F.C. Carlow – irlandzki klub piłkarski
- Carlow GAA – członkowie Gaelic Athletic Association

## Ludzie związani z  hrabstwem Carlow
- Pierce Butler – amerykański polityk pochodzenia irlandzkiego
- Myles Keogh – papieski i amerykański wojskowy irlandzkiego pochodzenia, uczestnik wojny secesyjnej
- William Dargan – inżynier (ojciec irlandzkiego przemysłu kolejowego)
- Richie Kavanagh – piosenkarz
- John Tyndall – filozof przyrody, badacz i odkrywca
- Derek Ryan –  piosenkarz, członek zespołu D-side
- Kathryn Thomas – prezenterka  stacji Raidió Teilifís Éireann
- Samuel Haughton – Polihistor
- Peter Murphy – prezenter radiowy i telewizyjny
- Sean O’Brien – rugbysta
- Frank O’Meara – artysta
- James Fenelon – członek Wisconsin State Assembly
- Mary O’Toole – pierwsza kobieta  na stanowisku sędziowskim w Stanach Zjednoczonych